# 各地夏令時間列表

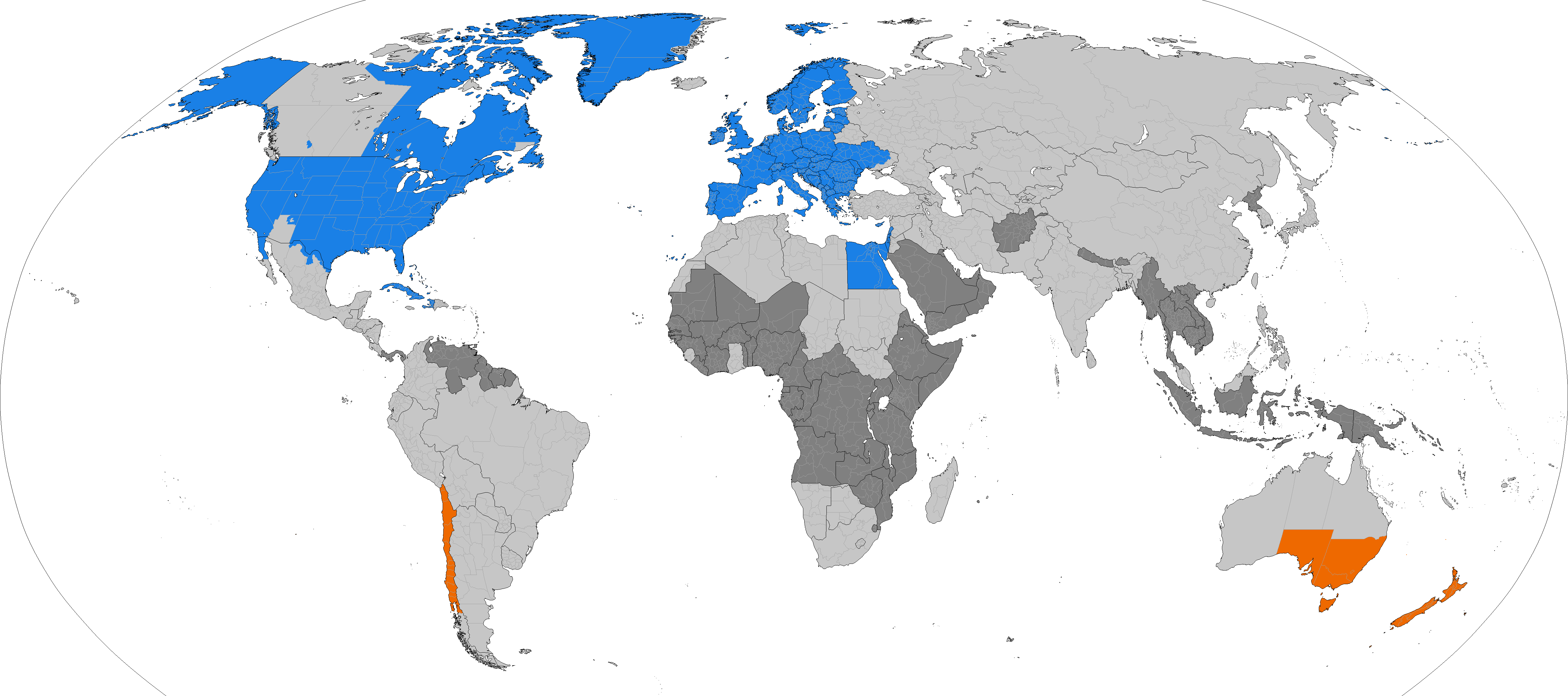
各地夏令時間實施情形：
北半球夏令時間
南半球夏令時間
曾經實施夏令時間
未曾實施夏令時間

大多數北美洲、歐洲、智利的大部分地區、埃及、以色列、巴勒斯坦及黎巴嫩皆實施夏令時間；而大多數南美洲、非洲與亞洲地區則不予實施。在大洋洲則是混合採用夏令時間，其中紐西蘭與澳大利亞東南部地區實施夏令時間，其餘大多數地區則不實施。

## 2024年的實施情形
| 國家/地區                           | 洲別        | 半球           | 啟用夏令時間                        | 終止夏令時間                         | 備註與其他情形 |
| ----------------------------------- | ----------- | -------------- | ----------------------------------- | ------------------------------------ | --- |
| 亞克羅提利與德凱利亞                | 歐洲        | 北半球         | 3月最後一個星期日                   | 10月最後一個星期日                   | |
| 阿尔巴尼亚                          | 歐洲        | 北半球         | 3月最後一個星期日                   | 10月最後一個星期日                   | 1940至1943、1974年起實施夏令時間。 |
| 安道尔                              | 歐洲        | 北半球         | 3月最後一個星期日                   | 10月最後一個星期日                   | 1985起實施夏令時間。 |
| 奥地利                              | 歐洲        | 北半球         | 3月最後一個星期日的UTC時間1時       | 10月最後一個星期日的UTC時間1時       | 1916年至1918年、1920年、1940年至1948年（1940年至1945年屬德國一部份）、1980年起實施夏令時間。 |
| 白俄羅斯                            | 歐洲        | 北半球         | 不適用                              | 不適用                               | 1941年至1944年、1981年至2010年曾實施夏令時間。 |
| 比利时                              | 歐洲        | 北半球         | 3月最後一個星期日的UTC時間1時       | 10月最後一個星期日的UTC時間1時       | 1916年至1940年、1942年至1946年、1977年起實施夏令時間。 |
|                                     | 歐洲        | 北半球         | 3月最後一個星期日                   | 10月最後一個星期日                   | 1916年至1918年（屬於奧匈帝國）、1941年至1945年、1983年起（曾屬於南斯拉夫）實施夏令時間。 |
| 保加利亚                            | 歐洲        | 北半球         | 3月最後一個星期日的UTC時間1時       | 10月最後一個星期日的UTC時間1時       | 1943年至1944年、1979年起實施夏令時間。 |
|                                     | 歐洲        | 北半球         | 3月最後一個星期日的UTC時間1時       | 10月最後一個星期日的UTC時間1時       | 1916年至1918年（屬於奧匈帝國）、1941年至1945年、1983年起實施夏令時間。 |
| 賽普勒斯                            | 歐洲        | 北半球         | 3月最後一個星期日的UTC時間1時       | 10月最後一個星期日的UTC時間1時       | 1975年起實施夏令時間。北賽普勒斯於2016年9月至2017年10月維持永久夏令時間。 |
| 捷克                                | 歐洲        | 北半球         | 3月最後一個星期日的UTC時間1時       | 10月最後一個星期日的UTC時間1時       | 1916年至1918年、1940年至1949年、1979年起實施夏令時間。 |
| 丹麦                                | 歐洲        | 北半球         | 3月最後一個星期日的UTC時間1時       | 10月最後一個星期日的UTC時間1時       | 1916年、1940年至1948年、1980年起實施夏令時間。 |
| 爱沙尼亚                            | 歐洲        | 北半球         | 3月最後一個星期日的UTC時間1時       | 10月最後一個星期日的UTC時間1時       | 1918年、1940年至1944年、1981年至1988年、1997年至1999年、2002年起實施夏令時間。 |
| 法罗群岛                            | 歐洲        | 北半球         | 3月最後一個星期日                   | 10月最後一個星期日                   | 1981年起實施夏令時間。 |
| 芬兰                                | 歐洲        | 北半球         | 3月最後一個星期日                   | 10月最後一個星期日                   | 1942年、1981年起實施夏令時間。 |
| 法國                                | 歐洲        | 北半球         | 3月最後一個星期日的UTC時間1時       | 10月最後一個星期日的UTC時間1時       | 1916年至1945年、1976年起實施夏令時間。 |
|                                     | 歐洲        | 北半球         | 不適用                              | 不適用                               | 1981年至2005年曾實施夏令時間。 |
| 德国                                | 歐洲        | 北半球         | 3月最後一個星期日的UTC時間1時       | 10月最後一個星期日的UTC時間1時       | 1916年至1918年、1940年至1949年、1980年起實施夏令時間。 |
| 希腊                                | 歐洲        | 北半球         | 3月最後一個星期日的UTC時間1時       | 10月最後一個星期日的UTC時間1時       | 1916年至1918年、1971年起實施夏令時間。 |
| 根西                                | 歐洲        | 北半球         | 3月最後一個星期日的UTC時間1時       | 10月最後一個星期日的UTC時間1時       | 1916年至1968年、1972年起實施夏令時間。 |
| 聖座                                | 歐洲        | 北半球         | 3月最後一個星期日                   | 10月最後一個星期日                   | 1916年至1920年、1940年至1948年、1966年起實施夏令時間。 |
| 匈牙利                              | 歐洲        | 北半球         | 3月最後一個星期日的UTC時間1時       | 10月最後一個星期日的UTC時間1時       | 1916年至1920年、1941年至1950年、1954年至1957年、1980年起實施夏令時間。 匈牙利政府曾於2017年考慮廢除夏令時間，並將時區移動至UTC+2，但目前尚未有正式計畫；該計畫可能會與歐洲聯盟協調夏令時間轉換的政策產生衝突。 |
| 冰島                                | 歐洲        | 北半球         | 不適用                              | 不適用                               | 1917年至1918年、1939年至1968年曾實施夏令時間。 |
| 愛爾蘭                              | 歐洲        | 北半球         | 3月最後一個星期日的UTC時間1時       | 10月最後一個星期日的UTC時間1時       | 1916年至1968年、1972年起實施夏令時間。 |
| 马恩岛                              | 歐洲        | 北半球         | 3月最後一個星期日的UTC時間1時       | 10月最後一個星期日的UTC時間1時       | 1916年至1968年、1972起實施夏令時間。 |
| 義大利                              | 歐洲        | 北半球         | 3月最後一個星期日的UTC時間1時       | 10月最後一個星期日的UTC時間1時       | 1916年至1920年、1940年至1948年、1966年起實施夏令時間。 |
| 澤西                                | 歐洲        | 北半球         | 3月最後一個星期日的UTC時間1時       | 10月最後一個星期日的UTC時間1時       | 1916年至1968、1971年起實施夏令時間。 |
| 科索沃                              | 歐洲        | 北半球         | 3月最後一個星期日                   | 10月最後一個星期日                   | 1983年起實施夏令時間。 |
| 拉脫維亞                            | 歐洲        | 北半球         | 3月最後一個星期日的UTC時間1時       | 10月最後一個星期日的UTC時間1時       | 1918年至1919年、1941年至1944年、1981年起實施夏令時間。 |
| 列支敦斯登                          | 歐洲        | 北半球         | 3月最後一個星期日                   | 10月最後一個星期日                   | 1981年起實施夏令時間。 |
| 立陶宛                              | 歐洲        | 北半球         | 3月最後一個星期日的UTC時間1時       | 10月最後一個星期日的UTC時間1時       | 1941年至1944年、1981年至1999年、2003年起實施夏令時間。 |
| 盧森堡                              | 歐洲        | 北半球         | 3月最後一個星期日的UTC時間1時       | 10月最後一個星期日的UTC時間1時       | 1916年至1946年、1977年起實施夏令時間。 |
| 馬爾他                              | 歐洲        | 北半球         | 3月最後一個星期日的UTC時間1時       | 10月最後一個星期日的UTC時間1時       | 1916年至1920年、1940年至1948年、1966年起實施夏令時間。 |
| 摩尔多瓦                            | 歐洲        | 北半球         | 3月最後一個星期日                   | 10月最後一個星期日                   | 1932年至1944年、1981年至1989年、1991年起實施夏令時間。 |
| 摩納哥                              | 歐洲        | 北半球         | 3月最後一個星期日                   | 10月最後一個星期日                   | 1916年至1945年、1976年起實施夏令時間。 |
| 蒙特內哥羅                          | 歐洲        | 北半球         | 3月最後一個星期日                   | 10月最後一個星期日                   | 1941年至1945年、1983年起（曾屬於南斯拉夫）實施夏令時間。 |
| 荷蘭                                | 歐洲        | 北半球         | 3月最後一個星期日的UTC時間1時       | 10月最後一個星期日的UTC時間1時       | 1916年至1945年、1977年起實施夏令時間。 |
| 北馬其頓                            | 歐洲        | 北半球         | 3月最後一個星期日                   | 10月最後一個星期日                   | 1941年至1945年、1983年起（曾屬於南斯拉夫）實施夏令時間。 |
| 挪威                                | 歐洲        | 北半球         | 3月最後一個星期日的UTC時間1時       | 10月最後一個星期日的UTC時間1時       | 1916年、1940年至1945年、1959年至1965年、1980年起實施夏令時間。 挪威並非歐洲聯盟成員，但仍遵循其政策。 |
| 波蘭                                | 歐洲        | 北半球         | 3月最後一個星期日的UTC時間1時       | 10月最後一個星期日的UTC時間1時       | 1916年至1919年、1940年至1949年、1957年至1964年、1977年起實施夏令時間。 |
| 葡萄牙                              | 歐洲        | 北半球         | 3月最後一個星期日的UTC時間1時       | 10月最後一個星期日的UTC時間1時       | 1916年至1921年、1924年、1926年至1929年、1931年至1932年、1934年至1949年、1951年至1965年、1977年起實施夏令時間。 |
| 羅馬尼亞                            | 歐洲        | 北半球         | 3月最後一個星期日的UTC時間1時       | 10月最後一個星期日的UTC時間1時       | 1932年至1939年、1979年起實施夏令時間。 |
| 圣马力诺                            | 歐洲        | 北半球         | 3月最後一個星期日                   | 10月最後一個星期日                   | 1916年至1920年、1940年至1948年、1966年起實施夏令時間。 |
| 塞爾維亞                            | 歐洲        | 北半球         | 3月最後一個星期日的UTC時間1時       | 10月最後一個星期日的UTC時間1時       | 1941年至1945年、1983年起實施夏令時間。其中1918年至1941年、1945年至1983年隸屬於南斯拉夫，不實施夏令時間。 |
| 斯洛伐克                            | 歐洲        | 北半球         | 3月最後一個星期日的UTC時間1時       | 10月最後一個星期日的UTC時間1時       | 1916年至1918年、1940年至1949年、1979年起實施夏令時間。 |
| 斯洛維尼亞                          | 歐洲        | 北半球         | 3月最後一個星期日的UTC時間1時       | 10月最後一個星期日的UTC時間1時       | 1916年至1918年（屬於奧匈帝國）、1941年至1945年、1983年起實施夏令時間。 |
| 西班牙                              | 歐洲        | 北半球         | 3月最後一個星期日的UTC時間1時       | 10月最後一個星期日的UTC時間1時       | 1917年至1919年、1924年、1926年至1929年、1937年至1946年、1949年、1974年起實施夏令時間。加那利群島則從1980年起實施。 |
| 瑞典                                | 歐洲        | 北半球         | 3月最後一個星期日的UTC時間1時       | 10月最後一個星期日的UTC時間1時       | 1916年5月15日至9月30日曾試行夏令時間。 1980年起實施夏令時間。 1980年的實施期間從4月第一個星期日至9月最後一個星期日。 1981年至1995年改為3月最後一個星期日至9月最後一個星期日。 1996年起改為3月最後一個星期日至10月最後一個星期日。                                                                                      |
| 瑞士                                | 歐洲        | 北半球         | 3月最後一個星期日的UTC時間1時       | 10月最後一個星期日的UTC時間1時       | 1941年至1942年、1981年起實施夏令時間。 瑞士並非歐洲聯盟成員，但仍遵循其政策。 |
| 乌克兰                              | 歐洲        | 北半球         | 3月最後一個星期日                   | 10月最後一個星期日                   | 1941年至1943年、1981年至1989年、1992年起實施夏令時間。 烏克蘭並非歐洲聯盟成員，但仍遵循其政策。 克里米亞與烏克蘭部分東部地區自2014年起不實施夏令時間。 |
| 英国                                | 歐洲        | 北半球         | 3月最後一個星期日的UTC時間1時       | 10月最後一個星期日的UTC時間1時       | 1916年起實施夏令時間，一般稱為英國夏令時間。 1945年至1945年曾實施全年夏令時間與雙重夏令時間。 1947年曾實施兩階段雙重夏令時間。 1968年至1971年曾實施全年夏令時間。 |
| 阿富汗                              | 亞洲        | 北半球         | 不適用                              | 不適用                               | 從未實施夏令時間。 |
| 阿尔及利亚                          | 非洲        | 北半球         | 不適用                              | 不適用                               | 1916年至1921年、1939年秋季、1944年至1945年、1971年、1977年至1978年、1980年至1981年曾實施夏令時間。 |
| 美属萨摩亚                          | 大洋洲      | 南半球         | 不適用                              | 不適用                               | 從未實施夏令時間。 |
| 安哥拉                              | 非洲        | 南半球         | 不適用                              | 不適用                               | 從未實施夏令時間。 |
|                                     | 中美洲      | 北半球         | 不適用                              | 不適用                               | 從未實施夏令時間。 |
| 安地卡及巴布達                      | 中美洲      | 北半球         | 不適用                              | 不適用                               | 從未實施夏令時間。 |
| 阿根廷                              | 南美洲      | 南半球         | 不適用                              | 不適用                               | 1930年至1969年、1974年、1988年至2000年、2007年至2009年曾實施夏令時間。 |
| 亞美尼亞                            | 歐洲/亞洲   | 北半球         | 不適用                              | 不適用                               | 1981年至1995年、1997年至2011年曾實施夏令時間。 |
| 阿鲁巴                              | 中美洲      | 北半球         | 不適用                              | 不適用                               | 從未實施夏令時間。 |
|                                     | 大洋洲      | 南半球         | 10月第一個星期日的2時               | 4月第一個星期日的2時                 | 夏令時間只在澳大利亞首都領地、傑維斯灣領地、新南威爾斯州、維多利亞州、塔斯馬尼亞州與南澳大利亞州實施。 |
|                                     | 歐洲/亞洲   | 北半球         | 不適用                              | 不適用                               | 1981年至1989年、1990年至1992年、1996年至2015年曾實施夏令時間。 |
| 巴哈马                              | 北美洲      | 北半球         | 3月第二個星期日                     | 11月第一個星期日                     | 1964年起實施夏令時間。 |
| 巴林                                | 亞洲        | 北半球         | 不適用                              | 不適用                               | 從未實施夏令時間。 |
|                                     | 亞洲        | 北半球         | 不適用                              | 不適用                               | 1942年至1945年第二次世界大戰期間曾實施夏令時間（屬印度孟加拉管轄區）。2009年也曾實施夏令時間。 |
|                                     | 中美洲      | 北半球         | 不適用                              | 不適用                               | 1977年至1980年曾實施夏令時間。 |
|                                     | 中美洲      | 北半球         | 不適用                              | 不適用                               | 1973年至1974年、1982年至1983年曾實施夏令時間。 |
|                                     | 非洲        | 北半球         | 不適用                              | 不適用                               | 從未實施夏令時間。 |
| 百慕大                              | 北美洲      | 北半球         | 3月第二個星期日                     | 11月第一個星期日                     | 1974年起實施夏令時間。 |
| 不丹                                | 亞洲        | 北半球         | 不適用                              | 不適用                               | 從未實施夏令時間。 |
| 玻利维亚                            | 南美洲      | 南半球         | 不適用                              | 不適用                               | 1931年至1932年曾實施夏令時間。 |
|                                     | 中美洲      | 北半球         | 不適用                              | 不適用                               | 從未實施夏令時間。 |
|                                     | 非洲        | 南半球         | 不適用                              | 不適用                               | 1943年至1944年曾實施夏令時間。 |
| 巴西                                | 南美洲      | 南半球與北半球 | 不適用                              | 不適用                               | 1931年至1933年、1949年至1953年、1963年至1968年、1985年至2019年曾實施夏令時間。 |
| 英屬維爾京群島                      | 中美洲      | 北半球         | 不適用                              | 不適用                               | 從未實施夏令時間。 |
|                                     | 亞洲        | 北半球         | 不適用                              | 不適用                               | 從未實施夏令時間。 |
| 布吉納法索                          | 非洲        | 北半球         | 不適用                              | 不適用                               | 從未實施夏令時間。 |
| 緬甸                                | 亞洲        | 北半球         | 不適用                              | 不適用                               | 從未實施夏令時間。 |
|                                     | 非洲        | 南半球         | 不適用                              | 不適用                               | 從未實施夏令時間。 |
| 柬埔寨                              | 亞洲        | 北半球         | 不適用                              | 不適用                               | 從未實施夏令時間。 |
| 喀麦隆                              | 非洲        | 北半球         | 不適用                              | 不適用                               | 從未實施夏令時間。 |
| 加拿大                              | 北美洲      | 北半球         | 3月第二個星期日的2時（大部分地區）  | 11月第一個星期日的2時（大部分地區）  | 魁北克部分區域、西經63度以西、薩斯喀徹溫大多數地區、卑詩省部分地區與努納武特的南安普頓島不實施夏令時間。然而薩斯喀徹溫省位於山地時間區域，但實施中部時間，等同於全年實行夏令時間。 |
|                                     | 非洲        | 北半球         | 不適用                              | 不適用                               | 1942年至1945年曾實施夏令時間。 |
| 开曼群岛                            | 中美洲      | 北半球         | 不適用                              | 不適用                               | 從未實施夏令時間。 |
| 中非                                | 非洲        | 北半球         | 不適用                              | 不適用                               | 從未實施夏令時間。 |
|                                     | 非洲        | 北半球         | 不適用                              | 不適用                               | 1979年至1980年冬季曾實施夏令時間。 |
| 智利                                | 南美洲      | 南半球         | 9月第一個星期日                     | 4月第一個星期日                      | 1927年至1946年（復活節島除外，該地區於1932年至1946年實施）、1968年至2015年曾實施夏令時間。2015年智利曾實施全年夏令時間，但於2016年改回定期夏令時間。麥哲倫省於2016年12月起不實施夏令時間。 |
| 中国大陆                            | 亞洲        | 北半球         | 不適用                              | 不適用                               | 1940年至1941年、1986年至1991年曾實施夏令時間。1980年，中國大陸內的UTC+5、UTC+6、UTC+7、UTC+9時區全部改為UTC+8時區。 |
| 圣诞岛                              | 亞洲        | 南半球         | 不適用                              | 不適用                               | 從未實施夏令時間。 |
| 科科斯（基林）群島                  | 亞洲        | 南半球         | 不適用                              | 不適用                               | 從未實施夏令時間。 |
| 哥伦比亚                            | 南美洲      | 北半球與南半球 | 不適用                              | 不適用                               | 1992年至1993年曾實施夏令時間。 |
|                                     | 非洲        | 北半球         | 不適用                              | 不適用                               | 從未實施夏令時間。 |
| 庫克群島                            | 大洋洲      | 南半球         | 不適用                              | 不適用                               | 1978年至1991年曾實施夏令時間。 |
| 刚果民主共和国                      | 非洲        | 北半球與南半球 | 不適用                              | 不適用                               | 從未實施夏令時間。 |
| 刚果共和国                          | 非洲        | 北半球與南半球 | 不適用                              | 不適用                               | 從未實施夏令時間。 |
|                                     | 中美洲      | 北半球         | 不適用                              | 不適用                               | 1954年、1979年至1980年、1991年至1992年曾實施夏令時間。 |
| 古巴                                | 中美洲      | 北半球         | 3月第二個星期日                     | 11月第一個星期日                     | 1928年、1940年至1942年、1945年至1946年、1965年起實施夏令時間。 |
|                                     | 中美洲      | 北半球         | 不適用                              | 不適用                               | 從未實施夏令時間。 |
|                                     | 非洲        | 北半球         | 不適用                              | 不適用                               | 從未實施夏令時間。 |
| 多米尼克                            | 中美洲      | 北半球         | 不適用                              | 不適用                               | 從未實施夏令時間。 |
|                                     | 中美洲      | 北半球         | 不適用                              | 不適用                               | 1966年至1967年、1969年至1974年曾實施夏令時間。 |
| 东帝汶                              | 亞洲        | 南半球         | 不適用                              | 不適用                               | 從未實施夏令時間。 |
|                                     | 南美洲      | 南半球與北半球 | 不適用                              | 不適用                               | 1992年至1993年曾實施夏令時間。 |
| 埃及                                | 非洲/亞洲   | 北半球         | 4月最後一個星期五                   | 10月最後一個星期五                   | 1940年至1945年、1957年至2010年、2014年至2015年曾實施夏令時間。2016年齋戒月過後的7月4日，埃及國會否決恢復夏令時間，但在2023年恢復夏令時間。 |
| 薩爾瓦多                            | 中美洲      | 北半球         | 不適用                              | 不適用                               | 1987年至1988年曾實施夏令時間。 |
| 赤道几内亚                          | 非洲        | 北半球         | 不適用                              | 不適用                               | 從未實施夏令時間。 |
|                                     | 非洲        | 北半球         | 不適用                              | 不適用                               | 從未實施夏令時間。 |
|                                     | 非洲        | 南半球         | 不適用                              | 不適用                               | 從未實施夏令時間。 |
| 衣索比亞                            | 非洲        | 北半球         | 不適用                              | 不適用                               | 從未實施夏令時間。 |
| 福克蘭群島                          | 南美洲      | 南半球         | 不適用                              | 不適用                               | 1937年至1942年、1983年至2010年曾實施夏令時間。 |
| 斐济                                | 大洋洲      | 南半球         | 11月第一個星期日                    | 1月第三個星期日                      | 1998年至2000年、2009年起實施夏令時間。 |
|                                     | 南美洲      | 北半球         | 不適用                              | 不適用                               | 從未實施夏令時間。 |
| 法屬玻里尼西亞                      | 大洋洲      | 南半球         | 不適用                              | 不適用                               | 從未實施夏令時間。 |
| 法属南部和南极领地                  | 南極洲      | 南半球         | 不適用                              | 不適用                               | 從未實施夏令時間。 |
| 加彭                                | 非洲        | 北半球與南半球 | 不適用                              | 不適用                               | 從未實施夏令時間。 |
|                                     | 非洲        | 北半球         | 不適用                              | 不適用                               | 從未實施夏令時間。 |
|                                     | 非洲        | 北半球         | 不適用                              | 不適用                               | 1936年至1942年曾實施夏令時間。 |
| 格陵兰                              | 北美洲      | 北半球         | 3月最後一個星期日前一個星期六的22時 | 10月最後一個星期日前一個星期六的23時 | 1980年起實施夏令時間。 因屬於丹麥一部分而跟隨歐洲聯盟政策，由此其夏令時間的起止時間與星期日的UTC時間1時相對應。 參見格陵蘭的夏令時間。 卡納克採用美國與加拿大的規則。丹麥港自1995年起不實施夏令時間。 |
| 格瑞那達                            | 中美洲      | 北半球         | 不適用                              | 不適用                               | 從未實施夏令時間。 |
|                                     | 中美洲      | 北半球         | 不適用                              | 不適用                               | 從未實施夏令時間。 |
| 關島                                | 大洋洲      | 北半球         | 不適用                              | 不適用                               | 從未實施夏令時間。 |
|                                     | 中美洲      | 北半球         | 不適用                              | 不適用                               | 1973年至1974年、1983年、1991年與2006年曾實施夏令時間。 |
| 几内亚                              | 非洲        | 北半球         | 不適用                              | 不適用                               | 從未實施夏令時間。 |
|                                     | 非洲        | 北半球         | 不適用                              | 不適用                               | 從未實施夏令時間。 |
|                                     | 南美洲      | 北半球         | 不適用                              | 不適用                               | 從未實施夏令時間。 |
| 海地                                | 中美洲      | 北半球         | 3月第二個星期日                     | 11月第一個星期日                     | 1983年至1997年、2005年至2006年、2012年至2015年、2017年起實施夏令時間。 |
| 赫德岛和麦克唐纳群岛                | 南極洲      | 南半球         | 不適用                              | 不適用                               | 從未實施夏令時間。 |
|                                     | 中美洲      | 北半球         | 不適用                              | 不適用                               | 1987年至1988年、2006年曾實施夏令時間。 |
| 香港                                | 亞洲        | 北半球         | 不適用                              | 不適用                               | 1941年、1945年至1976年、1979年曾實施夏令時間。 |
| 印度                                | 亞洲        | 北半球         | 不適用                              | 不適用                               | 1942年至1945年第二次世界大戰期間曾實施夏令時間。 |
| 印度尼西亞                          | 亞洲/大洋洲 | 北半球與南半球 | 不適用                              | 不適用                               | 1948年至1950年，雅加達曾實施夏令時間。 |
| 伊拉克                              | 亞洲        | 北半球         | 不適用                              | 不適用                               | 1982年至2007年曾實施夏令時間。 |
| 伊朗                                | 亞洲        | 北半球         | 不適用                              | 不適用                               | 1977年至1980年、1991年至2005年、2008年至2022年實施夏令時間。 |
| 以色列                              | 亞洲        | 北半球         | 3月最後一個星期日前一個星期五       | 10月最後一個星期日                   | 1940年至1946年、1948年至1957年、1974年至1975年、1985年起實施夏令時間。 |
|                                     | 非洲        | 北半球         | 不適用                              | 不適用                               | 從未實施夏令時間。 |
| 牙买加                              | 中美洲      | 北半球         | 不適用                              | 不適用                               | 1974年至1983年實施夏令時間。 |
| 日本                                | 亞洲        | 北半球         | 不適用                              | 不適用                               | 1948年至1951年曾實施夏令時間。 |
| 约旦                                | 亞洲        | 北半球         | 不適用                              | 不適用                               | 1973年至1979年、1985年至2011年曾實施夏令時間。2012年約旦變更時區為UTC+3，等同於實施永久夏令時間。2013年12月20日，約旦將時區改回UTC+2，並於2014年起再度實施夏令時間，2022年取消。 |
|                                     | 亞洲/歐洲   | 北半球         | 不適用                              | 不適用                               | 1981年至1990年、1992年至2004年曾實施夏令時間。 |
|                                     | 非洲        | 北半球與南半球 | 不適用                              | 不適用                               | 從未實施夏令時間。 |
| 基里巴斯                            | 大洋洲      | 南半球與北半球 | 不適用                              | 不適用                               | 從未實施夏令時間。 |
|                                     | 亞洲        | 北半球         | 不適用                              | 不適用                               | 從未實施夏令時間。 |
|                                     | 亞洲        | 北半球         | 不適用                              | 不適用                               | 1948年至1951年、1955年至1960年、1987年至1988年曾實施夏令時間。 |
| 科威特                              | 亞洲        | 北半球         | 不適用                              | 不適用                               | 從未實施夏令時間。 |
|                                     | 亞洲        | 北半球         | 不適用                              | 不適用                               | 1981年至2005年曾實施夏令時間。 |
|                                     | 亞洲        | 北半球         | 不適用                              | 不適用                               | 從未實施夏令時間。 |
| 黎巴嫩                              | 亞洲        | 北半球         | 3月最後一個星期日                   | 10月最後一個星期日                   | 1920年至1923年、1957年至1961年、1972年至1978年、1984年起實施夏令時間。 |
| 賴索托                              | 非洲        | 南半球         | 不適用                              | 不適用                               | 1943年至1944年曾實施夏令時間。 |
| 利比里亚                            | 非洲        | 北半球         | 不適用                              | 不適用                               | 從未實施夏令時間。 |
| 利比亞                              | 非洲        | 北半球         | 不適用                              | 不適用                               | 1951年至1959年、1982年至1989年、1996年至1997年、2012年至2013年曾實施夏令時間。 |
| 澳門                                | 亞洲        | 北半球         | 不適用                              | 不適用                               | 1961年至1980年曾實施夏令時間。 |
| 马达加斯加                          | 非洲        | 南半球         | 不適用                              | 不適用                               | 1954年曾實施夏令時間。 |
| 马拉维                              | 非洲        | 南半球         | 不適用                              | 不適用                               | 從未實施夏令時間。 |
| 马来西亚                            | 亞洲        | 北半球         | 不適用                              | 不適用                               | 1933年至1981年曾實施夏令時間。過去一段時間馬來西亞的時區曾大幅度變更。1981年後劃一採用東馬的時區後，使西馬變相全年實施夏令時間。 |
| 馬爾地夫                            | 亞洲        | 北半球         | 不適用                              | 不適用                               | 從未實施夏令時間。 |
|                                     | 非洲        | 北半球         | 不適用                              | 不適用                               | 從未實施夏令時間。 |
| 马绍尔群岛                          | 大洋洲      | 北半球         | 不適用                              | 不適用                               | 從未實施夏令時間。 |
|                                     | 中美洲      | 北半球         | 不適用                              | 不適用                               | 1980年曾實施夏令時間。目前不實施夏令時間。 |
| 毛里塔尼亚                          | 非洲        | 北半球         | 不適用                              | 不適用                               | 從未實施夏令時間。 |
| 模里西斯                            | 非洲        | 南半球         | 不適用                              | 不適用                               | 1982年至1983、2008年至2009年曾實施夏令時間。 |
| 墨西哥                              | 北美洲      | 北半球         | 3月第二個星期日                     | 11月第一個星期日                     | 1996年起實施夏令時間，但下加利福尼亞州於1976年起才實施。索諾拉州於1997年停止實施夏令時間，金塔納羅奧州隨後於2014年跟進廢除。杜蘭戈州、科阿韋拉州、新萊昂州與塔毛利帕斯州曾於1988年實施夏令時間。儘管墨西哥絶大部分地區於2022年停止實施夏令時間，但距離美墨邊界20公里以內的地區以及下加利福尼亞州仍然採用美國夏令時間。 |
| 密克羅尼西亞聯邦                    | 大洋洲      | 北半球         | 不適用                              | 不適用                               | 從未實施夏令時間。 |
| 中途島                              | 大洋洲      | 北半球         | 不適用                              | 不適用                               | 1956年曾實施夏令時間。 |
| 蒙古国                              | 亞洲        | 北半球         | 不適用                              | 不適用                               | 1983年至1998年、2001年至2006年、2015年至2016年曾實施夏令時間。 |
|                                     | 中美洲      | 北半球         | 不適用                              | 不適用                               | 從未實施夏令時間。 |
| 摩洛哥                              | 非洲        | 北半球         | 不適用                              | 不適用                               | 1939年至1945年、1950年、1967年、1974年、1974年至1976年、2008年至2018年曾實施夏令時間。齋戒月期間暫停實施夏令時間。 |
| 莫桑比克                            | 非洲        | 南半球         | 不適用                              | 不適用                               | 從未實施夏令時間。 |
| 纳米比亚                            | 非洲        | 南半球         | 不適用                              | 不適用                               | 1942年至1943年曾實施夏令時間。1994年未實施夏令時間，但於卡普里維區以外所有地區實施冬令時間。 2017年廢除夏令時間。 |
| 瑙鲁                                | 大洋洲      | 南半球         | 不適用                              | 不適用                               | 從未實施夏令時間。 |
| 尼泊尔                              | 亞洲        | 北半球         | 不適用                              | 不適用                               | 從未實施夏令時間。 |
| 新喀里多尼亞                        | 大洋洲      | 南半球         | 不適用                              | 不適用                               | 1977年至1979年、1996年至1997年曾實施夏令時間。 |
| 新西兰                              | 大洋洲      | 南半球         | 9月最後一個星期日                   | 4月第一個星期日                      | 1927年至1946年、1974年起實施夏令時間。 |
| 尼加拉瓜                            | 中美洲      | 北半球         | 不適用                              | 不適用                               | 1973年至1975年、1979年至1980年、1992年至1994年、2005年至2006年曾實施夏令時間。 |
| 尼日尔                              | 非洲        | 北半球         | 不適用                              | 不適用                               | 從未實施夏令時間。 |
| 奈及利亞                            | 非洲        | 北半球         | 不適用                              | 不適用                               | 從未實施夏令時間。 |
| 纽埃                                | 大洋洲      | 南半球         | 不適用                              | 不適用                               | 從未實施夏令時間。 |
|                                     | 大洋洲      | 北半球         | 不適用                              | 不適用                               | 從未實施夏令時間。 |
| 阿曼                                | 亞洲        | 北半球         | 不適用                              | 不適用                               | 從未實施夏令時間。 |
| 巴基斯坦                            | 亞洲        | 北半球         | 不適用                              | 不適用                               | 1942年至1945年（屬於英屬印度）、2002年、2008年至2009年曾實施夏令時間。 |
| 帛琉                                | 大洋洲      | 北半球         | 不適用                              | 不適用                               | 從未實施夏令時間。 |
| 巴拿马                              | 中美洲      | 北半球         | 不適用                              | 不適用                               | 從未實施夏令時間。 |
|                                     | 大洋洲      | 南半球         | 不適用                              | 不適用                               | 從未實施夏令時間。 |
| 巴拉圭                              | 南美洲      | 南半球         | 不適用                              | 不適用                               | 1975年至2024年曾實施夏令時間。 |
| 秘魯                                | 南美洲      | 南半球         | 不適用                              | 不適用                               | 1938年至1940年、1986年至1987年、1990年與1994年曾實施夏令時間。 |
| 菲律賓                              | 亞洲        | 北半球         | 不適用                              | 不適用                               | 1936年至1937年、1954年、1978年、1990年曾實施夏令時間。 |
| 皮特凯恩群岛                        | 大洋洲      | 南半球         | 不適用                              | 不適用                               | 從未實施夏令時間。 |
| 波多黎各                            | 中美洲      | 北半球         | 不適用                              | 不適用                               | 1942年至1945年曾實施夏令時間。 |
|                                     | 亞洲        | 北半球         | 不適用                              | 不適用                               | 從未實施夏令時間。 |
| 俄羅斯                              | 亞洲/歐洲   | 北半球         | 不適用                              | 不適用                               | 1917年至1919年、1921年（部分區域）、1981年至2010年曾實施夏令時間。2011年至2014年實施全年夏令時間。2014年停止實施全年夏令時間並回歸標準時間。 |
| 卢旺达                              | 非洲        | 南半球         | 不適用                              | 不適用                               | 從未實施夏令時間。 |
|                                     | 中美洲      | 北半球         | 不適用                              | 不適用                               | 從未實施夏令時間。 |
| 萨摩亚                              | 大洋洲      | 南半球         | 9月最後一個星期日                   | 4月第一個星期日                      | 2010年起實施夏令時間。 |
|                                     | 中美洲      | 北半球         | 不適用                              | 不適用                               | 從未實施夏令時間。 |
| 圣基茨和尼维斯                      | 中美洲      | 北半球         | 不適用                              | 不適用                               | 從未實施夏令時間。 |
| 圣赫勒拿、阿森松和特里斯坦-达库尼亚 | 非洲/南美洲 | 南半球         | 不適用                              | 不適用                               | 從未實施夏令時間。 |
| 圣卢西亚                            | 中美洲      | 北半球         | 不適用                              | 不適用                               | 從未實施夏令時間。 |
| 法属圣马丁                          | 中美洲      | 北半球         | 不適用                              | 不適用                               | 從未實施夏令時間。 |
|                                     | 北美洲      | 北半球         | 3月第二個星期日                     | 11月第一個星期日                     | 1987起實施夏令時間。 |
|                                     | 中美洲      | 北半球         | 不適用                              | 不適用                               | 從未實施夏令時間。 |
| 聖多美和普林西比                    | 非洲        | 北半球         | 不適用                              | 不適用                               | 從未實施夏令時間。 |
| 沙烏地阿拉伯                        | 亞洲        | 北半球         | 不適用                              | 不適用                               | 從未實施夏令時間。 |
| 塞内加尔                            | 非洲        | 北半球         | 不適用                              | 不適用                               | 從未實施夏令時間。 |
| 塞舌尔                              | 非洲        | 南半球         | 不適用                              | 不適用                               | 從未實施夏令時間。 |
|                                     | 非洲        | 北半球         | 不適用                              | 不適用                               | 1935年至1942年、1957年至1962年曾實施夏令時間。 |
| 新加坡                              | 亞洲        | 北半球         | 不適用                              | 不適用                               | 1933年至1935年曾實施提前20分鐘的夏令時間。1936年，新加坡變更時區為UTC+07:20。 |
|                                     | 中美洲      | 北半球         | 不適用                              | 不適用                               | 從未實施夏令時間。 |
| 荷屬聖馬丁                          | 中美洲      | 北半球         | 不適用                              | 不適用                               | 從未實施夏令時間。 |
| 所罗门群岛                          | 大洋洲      | 南半球         | 不適用                              | 不適用                               | 從未實施夏令時間。 |
|                                     | 非洲        | 北半球與南半球 | 不適用                              | 不適用                               | 從未實施夏令時間。 |
| 南非                                | 非洲        | 南半球         | 不適用                              | 不適用                               | 1942年至1944年曾實施夏令時間。 |
| 南喬治亞群島                        | 南極洲      | 南半球         | 不適用                              | 不適用                               | 從未實施夏令時間。 |
| 南桑威奇群島                        | 南極洲      | 南半球         | 不適用                              | 不適用                               | 從未實施夏令時間。 |
| 南蘇丹                              | 非洲        | 北半球         | 不適用                              | 不適用                               | 1970年至1985年曾實施夏令時間。 |
| 斯里蘭卡                            | 亞洲        | 北半球         | 不適用                              | 不適用                               | 1942年至1945年第二次世界大戰期間曾實施夏令時間（屬於印度管轄）。 |
| 苏丹                                | 非洲        | 北半球         | 不適用                              | 不適用                               | 1970年至1985年曾實施夏令時間。 |
| 苏里南                              | 南美洲      | 北半球         | 不適用                              | 不適用                               | 從未實施夏令時間。 |
| 叙利亚                              | 亞洲        | 北半球         | 不適用                              | 不適用                               | 1920年至1923年、1962年至1968年、1983年至2022年實施夏令時間。 |
|                                     | 亞洲        | 北半球         | 不適用                              | 不適用                               | 1981年至1991年曾實施夏令時間。 |
| 臺灣                                | 亞洲        | 北半球         | 不適用                              | 不適用                               | 1945年至1962年、1974年、1975年與1979年曾實施夏令時間。 |
| 坦桑尼亚                            | 非洲        | 南半球         | 不適用                              | 不適用                               | 從未實施夏令時間。 |
| 泰國                                | 亞洲        | 北半球         | 不適用                              | 不適用                               | 從未實施夏令時間。 |
| 托克勞                              | 大洋洲      | 南半球         | 不適用                              | 不適用                               | 從未實施夏令時間。 |
| 多哥                                | 非洲        | 北半球         | 不適用                              | 不適用                               | 從未實施夏令時間。 |
|                                     | 大洋洲      | 南半球         | 不適用                              | 不適用                               | 1999年至2002年、2016年至2017年曾實施夏令時間。 |
| 千里達及托巴哥                      | 中美洲      | 北半球         | 不適用                              | 不適用                               | 從未實施夏令時間。 |
| 突尼西亞                            | 非洲        | 北半球         | 不適用                              | 不適用                               | 1939年至1945年、1977年至1978年、1988年至1990年、2005年至2008年曾實施夏令時間。 |
| 土耳其                              | 歐洲/亞洲   | 北半球         | 不適用                              | 不適用                               | 1916年、1920年至1922年、1924年至1925年、1940年至1942年、1945年至1951年、1962年、1964年、1970年至1983年、1985年至2016年曾實施夏令時間。 土耳其並非歐洲聯盟成員，但仍遵循其政策。2016年，土耳其加入UTC+3時區。 |
|                                     | 亞洲        | 北半球         | 不適用                              | 不適用                               | 1981年至1991年曾實施夏令時間。 |
|                                     | 大洋洲      | 南半球         | 不適用                              | 不適用                               | 從未實施夏令時間。 |
|                                     | 中美洲      | 北半球         | 3月第二個星期日                     | 11月第一個星期日                     | 1979年至2015年、2018年起實施夏令時間。 |
| 乌干达                              | 非洲        | 北半球與南半球 | 不適用                              | 不適用                               | 從未實施夏令時間。 |
| 阿联酋                              | 亞洲        | 北半球         | 不適用                              | 不適用                               | 從未實施夏令時間。 |
| 美国                                | 北美洲      | 北半球         | 3月第二個星期日                     | 11月第一個星期日                     | 亞利桑那州（ 納瓦霍族保留地除外）與夏威夷州不實施夏令時間。 1942年至1945年、1974年至1975年曾實施全年夏令時間。 |
| 美屬維爾京群島                      | 中美洲      | 北半球         | 不適用                              | 不適用                               | 從未實施夏令時間。 |
| 乌拉圭                              | 南美洲      | 南半球         | 不適用                              | 不適用                               | 1923年至1926年、1933年至1943年、1959年至1960年、1965年至1970年、1972年、1974年至1980年、1987年至1993、2004年至2015年曾實施夏令時間。 |
|                                     | 亞洲        | 北半球         | 不適用                              | 不適用                               | 1981年至1991年曾實施夏令時間。 |
|                                     | 大洋洲      | 南半球         | 不適用                              | 不適用                               | 1983年至1993年曾實施夏令時間。 |
| 委內瑞拉                            | 南美洲      | 北半球         | 不適用                              | 不適用                               | 從未實施夏令時間。 |
| 越南                                | 亞洲        | 北半球         | 不適用                              | 不適用                               | 從未實施夏令時間。 |
|                                     | 大洋洲      | 南半球         | 不適用                              | 不適用                               | 從未實施夏令時間。 |
| 葉門                                | 亞洲        | 北半球         | 不適用                              | 不適用                               | 從未實施夏令時間。 |
| 西撒哈拉                            | 非洲        | 北半球         | 不適用                              | 不適用                               | 2008年至2018年曾實施夏令時間。夏令時間於齋戒月時暫停實施。目前僅於摩洛哥控制區域實施夏令時間。 |
| 尚比亞                              | 非洲        | 南半球         | 不適用                              | 不適用                               | 從未實施夏令時間。 |
| 辛巴威                              | 非洲        | 南半球         | 不適用                              | 不適用                               | 從未實施夏令時間。 |

## 引入或廢除夏令時間的提案
2018年2月8日，歐洲議會投票決議要求歐洲聯盟委員會重新評估歐洲的夏令時間政策。2018年9月12日，歐洲聯盟委員會執行網路調查，發現大多數民眾不支持每年將時間轉換兩次，因此決定提議終止季節性的時間變動（提案編號2000/84/EC）。歐洲聯盟立法程序規定，此提案必需要同時得到歐洲聯盟理事會與歐洲議會的通過才能生效。

## 外部連結
- 時區與夏令時間資料
- Legal Time 2012（截至2012年3月1日）（页面存档备份，存于）